# Reichsstraße 337
Die Reichsstraße 337 (R 337) war bis 1945 eine Staatsstraße des Deutschen Reichs, die vollständig im heutigen österreichischen Bundesland Kärnten verlief. Die Straße nahm ihren Anfang in Oberdrauburg an der damaligen Reichsstraße 336 und führte als heutige Plöckenpass Straße B 110 über den Gailbergsattel und Kötschach-Mauthen zum Plöckenpass an der Grenze zu Italien.
Ihre Gesamtlänge betrug rund 21 Kilometer.